# Biohacking
Biohacking este un termen folosit pentru aplicarea unor instrumente tehnologice moderne și a unor soluții bazate pe noile rezultate științifice, în vederea maximalizării potențialului biologic. Mai concret, scopul metodelor de biohacking constă în îmbunătățirea eficacității fizice și mentale, respectiv în creșterea productivității și performanței în muncă.
Cele două categorii ocupaționale ai căror membri recurg cel mai frecvent la biohacking sunt managerii și liderii din diferite domenii (CEO, executivi, antreprenori etc.), respectiv sportivii de performanță.

### Cuantificarea de sine
Procedurile biohacking se bazează pe „cuantificarea de sine” (self-quantification), prin folosirea privată a unor instrumente precum aparatul EEG, aparate de monitorizare a somnului sau alte gadget-uri de biofeedback (care măsoară activitatea musculară, variabilitatea ritmului cardiac etc.). 
Datele obținute în urma monitorizării de sine sunt utilizate în scopul îmbunătățirii valorilor urmărite, prin descoperirea unor corelații personale între variabile (similar, de exemplu, modului mai simplu în care o persoană poate să își noteze într-un jurnal alimentar ceea ce mănâncă pe parcursul săptămânii și să își verifice, periodic, în paralel, modificarea în greutate).
Pe baza monitorizării de sine, metodele specifice de biohacking (meditație, vizualizare, exerciții fizice, optimizarea somnului etc.) pot fi personalizate în așa fel încât – potrivit adepților acestei mișcări de dezvoltare personală – să aducă rezultate optime pentru individ.